# Mavromichalis (Familie)

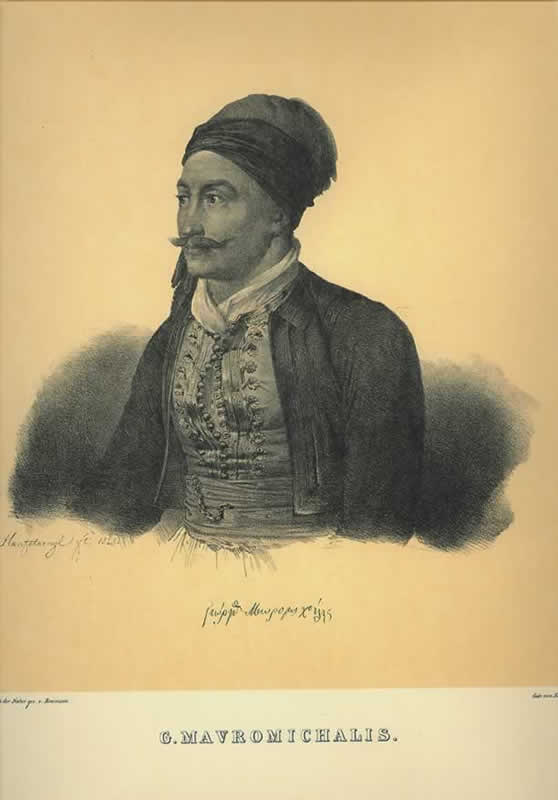
Georgios Mavromichalis – Lithografie von Karl Krazeisen

Denkmal für Petros „Petrobey“ Mavromichalis am Hauptplatz in Areopoli

Mavromichalis ist der Name einer berühmten Maniotenfamilie.

## Namensträger
- Georgios Mavromichalis gehörte zu den Anführern des Aufstandes der Manioten 1770 (Teil der Orlow-Revolte), Großvater des folgenden.
- Petros Mavromichalis, gewöhnlich „Petrobey“ genannt, (1765–18448), erhielt 1816 das Beylik Maina (= Mani), schloss sich der Filiki Eteria an und rief im April 1821 den Aufstand auf der Peloponnes aus. 1821 wurde er Mitglied des peloponnesischen Senats, 1823 Präsident auf dem Kongress zu Astros und Chef der exekutiven Gewalt. Da er gegen Theodoros Kolokotronis und Ioannis Kapodistrias wegen deren Abhängigkeit von russischen Einflüssen in Opposition trat, ließ ihn Kapodistrias im Februar 1831 in Nafplio verhaften und in den Kerker werfen. Dafür wurde Kapodistrias von Petros’ Sohn
- Georgios Mavromichalis, der sich 1822 bei dem Entsatz von Messolongi sehr ausgezeichnet hatte, und dessen Bruder
- Konstantinos Mavromichalis, der bis 1817 bei der Hohen Pforte Dolmetscher gewesen war und sich im Freiheitskampf ebenfalls hervorgetan hatte, am 9. Oktober 1831 ermordet. Konstantinos wurde sogleich nach der Tat vom Gefolge Kapodistrias’ getötet, Georgios am 22. Oktober kriegsrechtlich erschossen. Petros Mavromichalis wurde von dem neuen Kabinett in Freiheit gesetzt und 1836 von Otto I., als dessen treuester Anhänger er sich dann bewies, zu einem der Vizepräsidenten des Staatsrats ernannt. Er starb am 29. Januar 1848.
- Elias Mavromichalis (* 1795; † 1822), auch bekannt unter Bezades, war ein griechischer Freiheitskämpfer und der Erstgeborene von Petros Mavromichalis (Petrobey).[1]

- Elias Mavromichalis (*1800 - †1836), genannt „Katzakos“, war ein Neffe des „Petrobey“ und begleitete den griechischen König Otto I. als dessen Adjutant auf einer Reise in dessen Heimat Bayern[2]. Elias starb 1836 in München an der Cholera.[3] Die Grabstätte von Elias Mauromichalis ist gestiftet von König Ludwig I. und befindet sich auf dem Alten Südlichen Friedhof in München (Gräberfeld 16 – Reihe 1 – Platz 1/2) Standort. Der Entwurf des Grabmals stammt von Leo von Klenze, die Ausführung ist vom Bildhauer Ernst Johann Mayer. Die Beschriftung auf dem Grabmal ist gleichlautend auf der Vorderseite in Griechisch auf der Rückseite in Deutsch.Grab von Elias Mavromichalis (Katzakos) auf dem Alten Südlichen Friedhof in München (Text in Deutsch) Standort

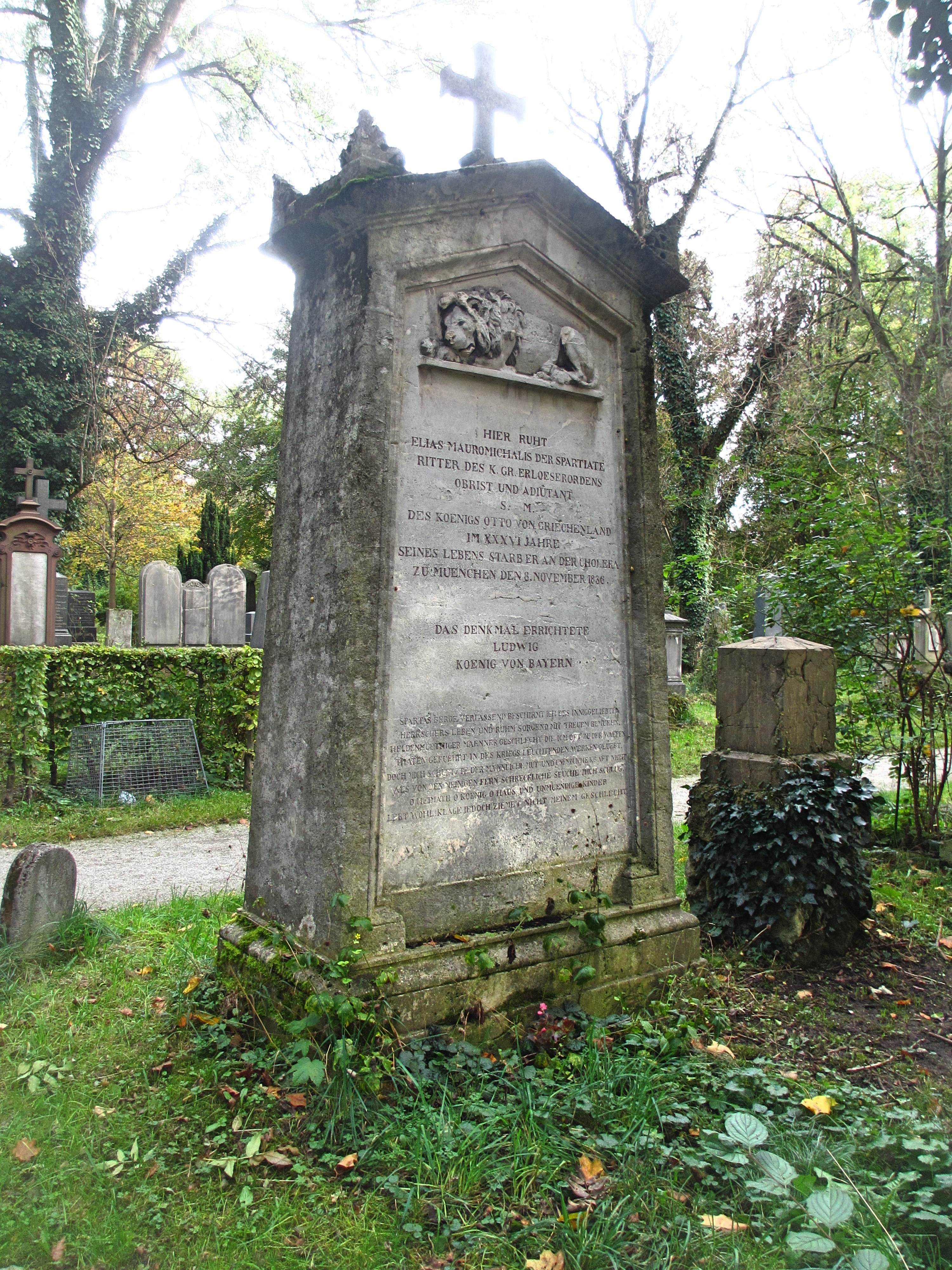
Grab von Elias Mavromichalis (Katzakos) auf dem Alten Südlichen Friedhof in München (Text in Deutsch)

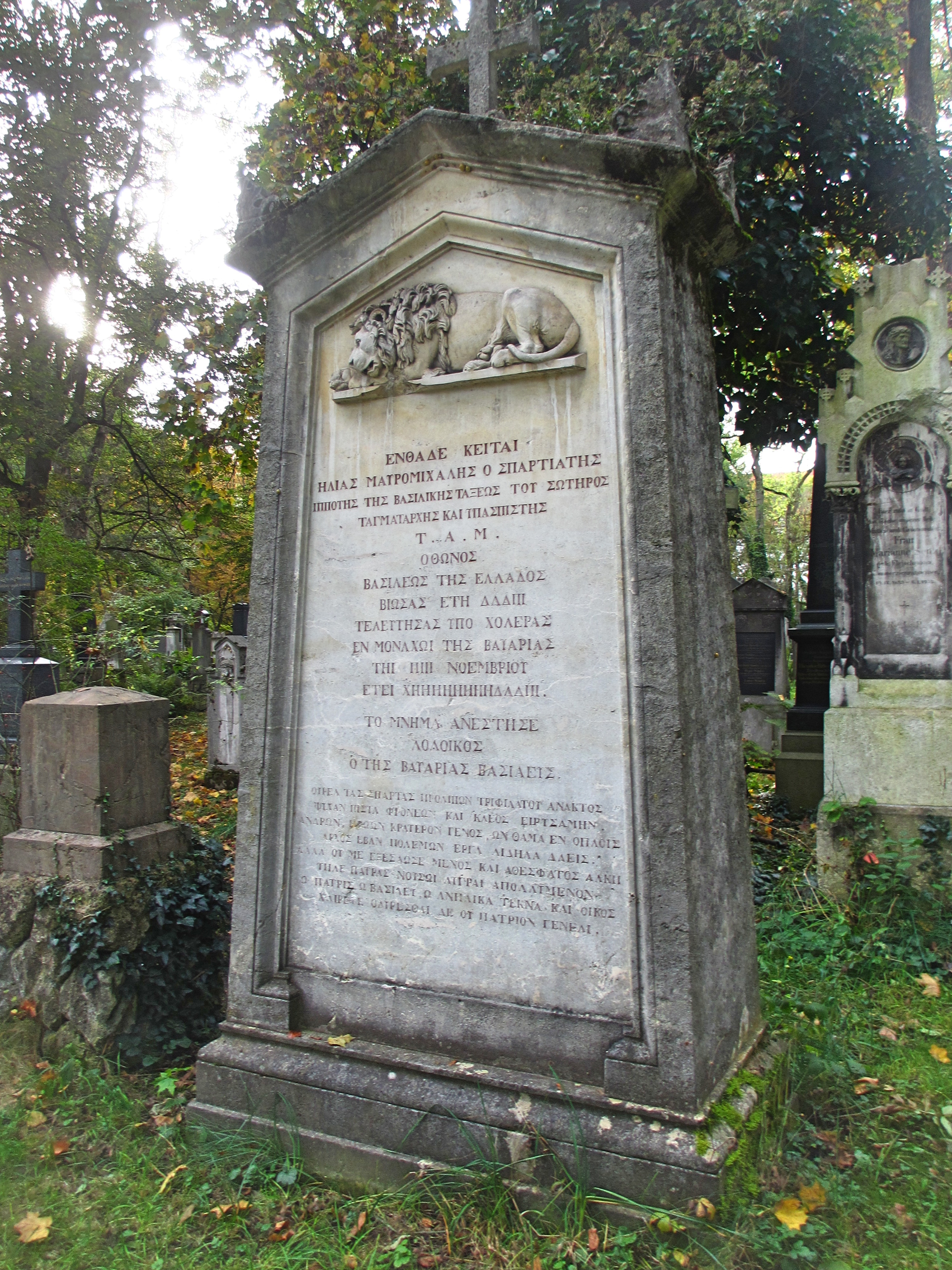
Grab von Elias Mavromichalis (Katzakos) auf dem Alten Südlichen Friedhof in München mit Text in Griechisch

- Kiriakoulis Mavromichalis († 4. Juli 1822), Freiheitskämpfer in der Griechischen Revolution von 1821
- Petros Mavromichalis (1765–1848), Freiheitskämpfer in der Griechischen Revolution von 1821, Offizier und Abgeordneter
- Kyriakoulis Mavromichalis (1850–1916), griechischer Ministerpräsident von 1909 bis 1910
- Petros K. Mavromichalis (1887–1965), Abgeordneter, Minister und Sohn des Kiriakoulis
- Stylianos Mavromichalis (1899–1981), griechischer Jurist, Präsident des Obersten Gerichts Griechenlands (Areopag), Ministerpräsident vom 29. September bis 8. November 1963
- Periklis Pierrakos-Mavromichalis (1863–1938), griechischer General und Politiker, Gewinner der Bronzemedaille im Florett-Einzel bei der Olympiade von 1896, Vetter von Petros (* 1765) und Neffe von Kirialoulis d. Ä.
- Chryssa Vardea Mavromichali („Chryssa“), griechisch-amerikanische Künstlerin (1933–2013)